# 島根県の図書館一覧
島根県の図書館一覧（しまねけんのとしょかんいちらん）は、島根県内にある全ての図書館の一覧である。（学校図書館を除く。）

## 県立図書館
- 島根県立図書館

## 市町立図書館

### 市部
- 松江市立図書館
  - 中央図書館
  - 島根図書館
- 安来市立図書館
- 雲南市立図書館
  - 木次図書館
  - 大東図書館
  - 加茂図書館
- 出雲市立図書館
  - 出雲中央図書館
  - 平田図書館
  - 佐田図書館
  - 海辺の多伎図書館
  - 湖陵図書館
  - 大社図書館
  - ひかわ図書館
- 大田市立図書館
  - 中央図書館
  - 仁摩図書館
  - 温泉津図書館
- 江津市図書館
  - 桜江分館
- 浜田市立図書館
  - 中央図書館
  - 金城図書館
  - 旭図書館
  - 弥栄図書館
  - 三隅図書館
- 益田市立図書館
  - 美都図書館

### 町部
- 飯南町立図書館
- かわもと図書館
- 邑南町立図書館 
  - 邑南町立図書館石見分館
  - 邑南町立図書館羽須美分館
- 津和野町立津和野図書館
- 津和野町立日原図書館
- 吉賀町立図書館
- 海士町中央図書館
- 隠岐の島町図書館